# Coccomyces kinabaluensis
Coccomyces kinabaluensis är en svampart som beskrevs av Spooner 1990. Coccomyces kinabaluensis ingår i släktet Coccomyces och familjen Rhytismataceae.   Inga underarter finns listade i Catalogue of Life.